# Sentayehu Ejigu
Sentayehu Ejigu (ur. 21 czerwca 1985) – etiopska lekkoatletka, specjalizująca się w biegach długodystansowych.
Uczestniczka igrzysk olimpijskich w Atenach w 2004 roku (10. miejsce w biegu na 5000 metrów). Pierwsze sukcesy na arenie międzynarodowej odniosła w roku 2001 podczas mistrzostw świata juniorów młodszych. Startowała w mistrzostwach świata oraz przełajowych mistrzostwach świata. W 2010 roku stanęła na najniższym stopniu podium halowych mistrzostw świata w Katarze.

## Osiągnięcia
| Rok  | Impreza                                   | Miejsce   | Lokata      | Konkurencja    | Wynik    |
| ---- | ----------------------------------------- | --------- | ----------- | -------------- | -------- |
| 2001 | Mistrzostwa świata juniorów młodszych     | Debreczyn | 3. miejsce  | Bieg na 1500 m | 4:17,51  |
| 2002 | Finał Grand Prix IAAF                     | Paryż     | 7. miejsce  | Bieg na 3000 m | 9:00,74  |
| 2003 | Mistrzostwa świata w biegach przełajowych | Lozanna   | 6. miejsce  | bieg juniorów  | 20:56    |
| 2003 | Światowy finał lekkoatletyczny IAAF       | Monako    | 7. miejsce  | bieg na 5000 m | 15:25,60 |
| 2004 | Igrzyska olimpijskie                      | Ateny     | 10. miejsce | bieg na 5000 m | 15:09,55 |
| 2004 | Światowy finał lekkoatletyczny IAAF       | Monako    | 5. miejsce  | bieg na 3000 m | 8:43,63  |
| 2006 | Halowe mistrzostwa świata                 | Moskwa    | 4. miejsce  | bieg na 3000 m | 8:43,38  |
| 2009 | Mistrzostwa świata w biegach przełajowych | Amman     | 14. miejsce | bieg seniorów  | 27:40    |
| 2009 | Mistrzostwa świata                        | Berlin    | 4. miejsce  | bieg na 5000 m | 15:03,38 |
| 2009 | Światowy finał lekkoatletyczny IAAF       | Saloniki  | 6. miejsce  | bieg na 5000 m | 15:28,96 |
| 2010 | Halowe mistrzostwa świata                 | Doha      | 3. miejsce  | bieg na 3000 m | 8:52,08  |
| 2010 | Mistrzostwa Afryki                        | Nairobi   | 3. miejsce  | bieg na 5000 m | 16:22,32 |
| 2010 | Puchar interkontynentalny                 | Split     | 2. miejsce  | bieg na 5000 m | 16:07,11 |

## Rekordy życiowe
- bieg na 3000 m (stadion) – 8:28,41 – Monako 22/07/2010
- bieg na 5000 m (stadion) – 14:28,39 – Paryż 16/07/2010
- bieg na 3000 m (hala) – 8:25,27 – Stuttgart 06/02/2010
- bieg na 5000 m (hala) – 14:46,80 – Sztokholm 10/02/2010